# Демокрит (научный центр)
Национальный центр научных исследований «Демокрит» (греч. Εθνικό Κέντρο Έρευνας Φυσικών Επιστημών «Δημόκριτος») — ядерный научно-исследовательский центр в Греции, где работает более 1000 исследователей, инженеров и административного персонала.
Ориентирован на ряде областей науки и техники. Расположен в Айия-Параскеви, восточном пригороде Афин. Свою работу начал в 1961 году как государственное предприятие под названием Ядерный исследовательский центр «Демокрит», названный в честь греческого философа Демокрита, после введение в эксплуатацию научно-исследовательского ядерного реактора.
В 1985 году был переименован в Национальный центр научных исследований «Демокрит» и стал самостоятельной организацией под руководством Генерального секретариата по исследованиям и технологиям (GSRT), сохранив при этом свою административную и финансовую независимость. Первоначальной целью центра стало продвижение ядерных исследований и технологий в мирных целях.

#### Научно-исследовательские институты
Центр имеет пять независимых институтов, которые занимаются исследованиями в различных областях науки:
- Институт информатики и телекоммуникаций
- Институт наук о жизни и приложений
- Институт ядерных и радиологических наук, технологий энергетики и безопасности
- Институт нанонауки и нанотехнологий
- Институт ядерной физики и физики частиц